# Floyd K. Haskell

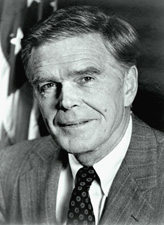
Floyd K. Haskell

Floyd Kirk Haskell, född 7 februari 1916 i Morristown, New Jersey, död 25 augusti 1998 i Washington, D.C., var en amerikansk demokratisk politiker. Han representerade delstaten Colorado i USA:s senat 1973-1979.
Haskell utexaminerades 1937 från Harvard University. Han avlade 1941 juristexamen vid Harvard Law School. Han deltog sedan i andra världskriget i USA:s armé och befordrades till major. Han inledde 1946 sin karriär som advokat i Denver.
Haskell besegrade sittande senatorn Gordon L. Allott i senatsvalet 1972. Han ställde sex år senare upp för omval men besegrades av republikanen William L. Armstrong. Haskell gifte sig 1979 med journalisten Nina Totenberg.